# Renate Müller
Renate Müller (26 de abril de 1906 - 07 de outubro de 1937) foi uma cantora alemã e atriz tanto em filmes mudos como em e filmes sonoros, bem como no palco.
Uma das atrizes mais bem-sucedidas em filmes alemães a partir do início de 1930, ela foi cortejada pelo Partido Nazista para aparecer em filmes que promoveram os seus ideais, mas recusaram. Sua morte súbita com a idade de 31 foi inicialmente atribuída a epilepsia, mas após o fim da II Guerra Mundial , testemunhas sugeriram que ela tinha sido assassinada por oficiais da Gestapo, embora uma outra teoria defende que ela cometeu suicídio. As verdadeiras circunstâncias de sua morte permanecem desconhecidas.

## Vida e carreira
Nascida em Munique , Alemanha , Müller estrelou filmes no final dos anos 1920 em Berlim e rapidamente se tornou popular. Uma loira de olhos azuis, ela foi considerada uma das grandes belezas de seu tempo e junto com Marlene Dietrich foi vista a incorporar a sociedade Berlin moda. Ela atuou em mais de vinte filmes alemães, incluindo Viktor und Viktoria (1933), um de seus maiores sucessos, que foi refeito décadas mais tarde, como Victor Victoria com Julie Andrews . Depois de fazer luz do sol Susie (1932), na Inglaterra, ela voltou para a Alemanha e foi adiada por oficiais franceses anti-alemães para um curto período de tempo em Paris. O incidente foi usado por Dennis Wheatley como base para o seu conto, "Espionagem". A história e uma breve discussão sobre o incidente estão incluídas na coletânea de contos de Wheatley Mediterrâneo Nights .
Com a ascensão do partido nazista , Müller chegou a ser considerada como uma mulher ariana ideal e particularmente à luz da ida de Dietrich para Hollywood , foi cortejada e elevada como a atriz de cinema principal da Alemanha. Uma reunião com Adolf Hitler em meados dos anos 1930 resultou em Müller sendo peças oferecidas em filmes que promoveram os ideais nazistas.
Em dezembro 1934, ela recolhidos para a Winterhilfswerk em Berlim.

## Morte
Quando Müller morreu a imprensa alemã divulgou como causa a epilepsia. No entanto, mais tarde revelou-se que ela tinha morrido ao cair de uma janela de um hotel (ou hospital). De acordo com o documentário "Sex and the Swastika" do Channel 4 (rede de televisão britânica de perfil de utilidade pública, criada por um ato do Parlamento, iniciando suas transmissões em 2 de novembro de 1982) que foi ao ar em fevereiro de 2009, ela pulou de uma janela do hospital de Berlim onde ela estava sendo tratada por uma lesão no joelho ou dependência de drogas.
Oficialmente descrito como um suicídio , foi teorizado que ela tirou sua própria vida quando seu relacionamento com líderes nazistas se deteriorou depois que ela mostrou falta de vontade de aparecer em filmes da propaganda do regime nazista. Ela também era conhecida por ter sido pressionada a terminar um relacionamento com um amante judeu, mas recusou. Perto do fim da sua vida, ela tornou-se viciado em morfina e abusado do álcool. Testemunhas também lembra de ter visto vários Gestapo oficiais entrando em seu prédio pouco antes de morrer. Tem sido afirmado que ela foi assassinada por oficiais da Gestapo, que a jogaram de uma janela, ou que ela entrou em pânico quando os viu chegar e saltou. [ Carece de fontes? ] As verdadeiras circunstâncias que rodearam sua morte ainda não estão claras.
De acordo com Uwe Klöckner-Draga em seu livro "Renate Müller - Ihr Leben ein Drahtseilakt": em 3 de abril Goebbels escreveu em seu diário: "Renate me diz seu conto de aflição. Ela é uma mulher doente ". No dia 6, ele menciona que ela foi interrogada de forma muito humilhante e no dia 25 de junho: "Renate Müller! Eu ajudá-la "No final de setembro -. Acordo com a sua irmã Gabriele -. Renate estava bêbada e sentado no parapeito de uma janela quando ela perdeu o equilíbrio [ 2 ]

Vida e morte de Müller foram retratadas no filme 1960 do querido dos deuses .